# Arroyo Sarandí Chico (Arroyo Del Cerro Chato)
Der Arroyo Sarandí Chico ist ein Fluss in Uruguay.
Er entspringt an der Grenze des Departamento Salto zum Nachbardepartamento Artigas in der Cuchilla de Belén. Von dort verläuft er in südwestliche Richtung und mündet als rechtsseitiger Nebenfluss in den Arroyo Del Cerro Chato.